# Семки (Луцький район)
Се́мки — село в Україні, у Луцькому районі Волинської області. Населення становить 152 особи. Село входить до складу Колківської селищної громади.

## Географія
Селом протікає річка Стир.

## Історія
У 1906 році село Колківської волості Луцького повіту Волинської губернії. Відстань від повітового міста 52 верст, від волості 4. Дворів 63, мешканців 402.
До 9 червня 2017 року село належало до Старосільської сільської ради.
12 червня 2020 року, відповідно до розпорядження Кабінету Міністрів України № 708-р «Про визначення адміністративних центрів та затвердження територій територіальних громад Волинської області», село увійшло у склад Колківської селищної громади.
19 липня 2020 року, в результаті адміністративно-територіальної реформи та ліквідації  Маневицького району, село увійшло до складу новоутвореного Луцького району.

## Населення
Згідно з переписом УРСР 1989 року чисельність наявного населення села становила 262 особи, з яких 126 чоловіків та 136 жінок.
За переписом населення України 2001 року в селі мешкало 218 осіб. 100 % населення вказало своєю рідною мовою українську мову.

## Відомі люди
- Марчук Віктор Іванович (нар. 1947) — доктор технічних наук, професор, Заслужений діяч науки і техніки України.[11][12]